# Јасмина Малешевић
Јасмина Малешевић (рођена 18. октобра 1962. у Београду) је српска књижевница. Пише поезију и поетску прозу. Чланица је Удружења књижевника Србије. До априла 2025. је објавила осам самосталних и две коауторске књиге. Живи и ради у Београду.

## Биографија
Након што је стекла звање техничара за физичку хемију у Трећој београдској гимназији, Јасмина Малешевић је уписала и дипломирала на Универзитету у Београду, на Факултету ветеринарске медицине, где је стекла звање доктора ветеринарске медицине.
Године 1984, као студенткиња, постала је члан Књижевног клуба РУ „Ђуро Салај“ (данас Академија 28), а од 1985. до 1995. била је и заменик председника клуба. Две деценије је водила занатску обућарску радњу коју је наследила од оца. Од 2016. до 2019. године деловала је као самостална уметница — књижевница, а затим као власница агенције за припрему штампе „Беокликс“. Чланица је Удружења књижевника Србије од 2011. године.
Њене песме и приче објављене су у преко 250 заједничких збирки, часописа, зборника, алманаха и антологија.

### Ауторске књиге
- Скарабег, поетска проза, Сфаирос, Београд (1992)
- Јади младог анђела, поезија, Арс ет Норма, Београд (2010)
- Дневник урбане сирене, поетски алтернативни роман, Драслар партнер, Београд (2013)
- Чарна шума, поетска проза, Принт 2 Принт, Београд (2014)
- Мачкасте приче, приче за децу, Принт 2 Принт, Београд (2015)
- Легенда о мајци, поезија, Матица српска – Друштво чланова из Црне Горе, Подгорица (2019)
- Исусове сандале, свитак кратких прича, Банатски културни центар, Ново Милошево (2021)
- Несташна маркиза, пикарски роман, Галаксијанис и Беокликс, Београд (2023)

### Коауторске књиге
- Рођени из исте смрти (са Војиславом Брковићем), поетски дијалог, Сфаирос, Београд (1990)
- Адаме, не љути се (са Александром Слађаном Милошевић), поетска проза, Драслар партнер, Београд (2001)

## Награде
- Награда „Милан Лалић“ за књигу Скарабег (1992) [1]
- Награда публике за песму Легенда о мајци, Међународни фестивал поезије „Смедеревска песничка јесен“ (2012) [2]
- Прва награда за причу Криве љубави, Часопис „АКТ“ (Ваљево, 2016)
- Награда „Андра Гавриловић“ за причу Балзакове тапете, Ресавска библиотека, Свилајнац (2019) [3]
- Плакета Матице српске – Друштво чланова у Црној Гори, за песнички рукопис Легенда о мајци (2019) [4]
- Плакета УКС са ликом Симе Матавуља за целокупни књижевни опус (2022)
- Признање „Хатишериф књаза Милоша“ за допринос српској савременој поезији (Прилипац, 2024)